# Hanover College
L'Hanover College è un'università specializzata in arti liberali, con sede ad Hanover, nell'Indiana, vicino al fiume Ohio. L'università è affiliata alla Presbyterian Church degli Stati Uniti d'America. Fu fondata nel 1827 dal devoto John Finley Crowe, come la prima università privata nello stato dell'Indiana. Le squadre atletiche dell'università, The Hanover Athletic Teams, partecipano al circuito atletico della Heartland Collegiate Athletic Conference. L'Hanover College vanta una lunga tradizione di elevati standard accademici e un'istruzione di qualità promossa attraverso lezioni con un piccolo numero di studenti e insegnanti esperti. I laureati di questa università sono conosciuti in inglese sotto il nome generico di Hannoverians.

## Principali allievi
- Stanley Coulter, 1870, Decano della Purdue University
- Woody Harrelson, attore
- Thomas Andrews Hendricks, ventiduesimo Vicepresidente degli Stati Uniti d'America
- Walter LaFeber, storico notevole della Cornell University
- Jim Leonard, drammaturgo (The Diviners), produttore di programmi televisivi (Close to Home - Giustizia ad ogni costo)
- James Kennedy Patterson, 1856, primo presidente dell'Università del Kentucky
- Mike Pence, quarantottesimo Vicepresidente degli Stati Uniti d'America
- Suellen Reed, soprintendente della Pubblica Istruzione dell'Indiana
- Carol Warner Shields, autore e vincitore Premio Pulitzer
- Jim Ward, presidente della compagnia LucasArts e primo vicepresidente di Lucasfilm
- Harvey W. Wiley, chimico notevole coinvolto nella legge Pure Food and Drug Act del 1906